# Rob Waumans
Rob Waumans (Alkmaar, 2 mei 1977) is een Nederlandse schrijver.
In februari 2011 verscheen zijn debuutroman "Als je de stad binnenrijdt", over parkeerwachter Gert Verhulst. Daarnaast publiceerde hij korte verhalen in onder andere verhalenbundel Het Beste van Nightwriters, De Brakke Hond en De Revisor.
Zijn tweede roman "De nacht van Lolita" verscheen in oktober 2013 bij uitgeverij Atlas Contact. In 2019 publiceerde hij zijn derde roman “De Solist”, eveneens bij Atlas Contact. 
Rob Waumans maakte en presenteerde samen met Ivo Victoria de rondreizende literaire voorstelling Waumans' en Victoria's Groot Internationaal Literair Variété Spektakel. In 2022 verscheen "Oevers".

## Publicaties
- 2008, Lieve Floortje, kort verhaal in verhalenbundel Het Beste van Nightwriters, Podium
- 2010, Trimmen, kort verhaal in literair tijdschrift, De Brakke Hond
- 2011, De Zwarte Gevel, kortverhaal in verhalenbundel Inpakken & Wegwezen, Contact
- 2011, Als je de stad binnenrijdt, roman, Contact
- 2013, Dooi, kort verhaal in literair tijdschrift De Revisor
- 2013, De nacht van Lolita, roman, Atlas Contact
- 2019, De Solist, roman, Atlas Contact
- 2022, Oevers, roman, Atlas Contact